# Idrætsforeningen Midtdjurs
IF Midtdjurs er en dansk idrætsforening beliggende i Ryomgård på Djursland.
Blandt idrætsgrenene er fodbold, hvor flere notable spillere har været medlem.

## Tidligere spillere
- Martin Jørgensen
- Mads Jørgensen
- Dennis Høegh
- Andreas Schultz
- Rasmus Grønberg Hansen